# Joel Hefley
Joel M. Hefley (ur. 18 kwietnia 1935) – amerykański polityk, członek Partii Republikańskiej.
W latach 1987–2007 przez dziesięć kadencji Kongresu Stanów Zjednoczonych był przedstawicielem piątego okręgu wyborczego w stanie Kolorado w Izbie Reprezentantów Stanów Zjednoczonych.